# Xenisthmus africanus
Xenisthmus africanus es una especie de peces de la familia Xenisthmidae (wriggler), los Eleotridae son considerados su sinonimia. Se encuentra en el océano Índico, entre la costa de África del este y varias islas en el océano Índico occidental. Tiene una cabeza más plana que la mayoría de los otros Xenisthmidae.
Algunos taxónomos lo colocan en la familia Eleotridae.